# Sminthopsis griseoventer
Sminthopsis griseoventer е вид бозайник от семейство Торбести мишки (Dasyuridae).

## Разпространение
Видът е разпространен в горите и блатистите райони на Западна Австралия.